# Транзитивное замыкание
Транзитивное замыкание в теории множеств — это операция на бинарных отношениях. Транзитивное замыкание бинарного отношения R на множестве X есть наименьшее транзитивное отношение на множестве X, включающее R.
Например, если X — это множество людей (и живых, и мёртвых), а R — отношение «является родителем», то транзитивное замыкание R — это отношение «является предком». Если X — это множество аэропортов, а xRy эквивалентно «существует рейс из x в y», и транзитивное замыкание R равно P, то xPy эквивалентно «можно долететь из x в y самолётом» (хотя иногда придётся лететь с пересадками)

## Пример
Пусть множество A представляет собой следующее множество деталей и конструкций:
A = {Болт, Гайка, Двигатель, Автомобиль, Колесо, Ось}
причем некоторые из деталей и конструкций могут использоваться при сборке других конструкций. Взаимосвязь деталей описывается отношением R («непосредственно используется в») и состоит из следующих кортежей:
| Конструкция | Где используется |
| ----------- | ---------------- |
| Болт        | Двигатель        |
| Болт        | Колесо           |
| Гайка       | Двигатель        |
| Гайка       | Колесо           |
| Двигатель   | Автомобиль       |
| Колесо      | Автомобиль       |
| Ось         | Колесо           |

Таблица 1. Отношение R. 

Транзитивное замыкание состоит из кортежей (добавленные кортежи помечены жирным):
| Конструкция | Где используется |
| ----------- | ---------------- |
| Болт        | Двигатель        |
| Болт        | Колесо           |
| Гайка       | Двигатель        |
| Гайка       | Колесо           |
| Двигатель   | Автомобиль       |
| Колесо      | Автомобиль       |
| Ось         | Колесо           |
| Болт        | Автомобиль       |
| Гайка       | Автомобиль       |
| Ось         | Автомобиль       |

Таблица 2. Транзитивное замыкание отношения R.
Очевидный смысл замыкания R состоит в описании включения деталей друг в друга не только непосредственно, а через использование их в промежуточных деталях, например, болт используется в автомобиле, так как он используется в двигателе, а двигатель используется в автомобиле.